# Baskijski nacionalni oslobodilački pokret
Baskijski Nacionalni Oslobodilački Pokret (baskijski: Euskal Herri Askapenerako Mugimendua, špa. Movimiento de Liberación Nacional Vasco , kratica MLNV) je skupni pojam koji obuhvaća sve baskijske društvene, političke i oružane organizacije u orbiti oko ideja nezakonite oružane organizacije Euskadi Ta Askatasuna (ETA), koju su u inozemstvu nazivali terorističkom organizacijom
Širok izbor organizacija i njihovi različiti stupnjevi pripadnosti tom političkom prostoru učinili su to ime vrlo čestim u 80-tim i 90-tim godina.
Ovaj pokret pretrpio je u posljednjih desetak godina sudski progon koji je odveo mnoge od njegovih članova u zatvor i stavio izvan zakona mnoge, ali ne i sve njegove elemente. Općenito, sudski su postupci bili u vezi s izravnim svezama između ETE i mnogih od tih organizacija.
Neki od najvažnijih organizacija koje se može smatrati da su nastali u sklopu ove političke struje navedene su u nastavku.

## Paravojne organizacije
- ETA militar (Euskadi Ta Askatasuna, kratica: ETA (m)) ("Baskijska domovina i sloboda")
- ETA politiko-militarra (ETA političko-vojna, kratica: ETA (pm) ), raspuštena 1984),
- ulično nasilje (Kale borroka), ulične bande,
- Iparretarrak, aktivni u Francuskoj između 1973. i 2000.,
- Irrintzi, aktivan u Francuskoj između 2006. i 2009.,
- Hordago, aktivna u Francuskoj u '80-ih,
- Euskal Zuzentasuna, aktivna u Francuskoj između 1977. i 1979.

## Političke stranke
- Eusko Abertzale Ekintza
- Herri Alderdi Sozialista Iraultzailea, HASI
- Herri Batasuna,
- Euskal Herritarrok
- Batasuna ("Jedinstvo" u baskijskom jeziku) Politička stranka sankcionirana u Španjolskoj u 2003. nakon što je pravno dokazana sveza s ETA-om. To nije utjecalo na njezinu francusku granu.
- Euskal Herrialdeetako Alderdi Komunista, EHAK-PCTV ("Komunistička stranka Baskije ")
- Herritarren Zerrenda (HZ, Popis sugrađana)
- Autodeterminaziorako Bilgunea (AUB, Okupljanje za Samoopredjeljenje)
- Askatasuna (Sloboda) je baskijska politička stranka registrirana 31. kolovoz a1998, a izvan zakona je stavljena 8. veljače 2009, zbogdokazane veze s ETA-om.
- Demokrazia Hiru Milioi (španjolski: Democracia Tres Millones; D3M; nazivaju Demokrazia 3,000.000) izborna je platforma koja je formirana za sudjelovanje u baskijskim parlamentarnim izborima u 2009. Proglašena nezakonitom 8. veljače 2009, zbog istog razloga kao Askatasuna.

## Ostale važne organizacije
- Langile Abertzaleen Batzordeak  (LAB) (Nacionalistički radnički odbori), zakoniti sindikat.
- Jarrai (na hrvatskom: "prati, slijedi", mladeška organizacija), postala je Haika te poslije Segi, a obje su poslije proglašene nezakonitim 2006. jer je dokazano da su bile dijelom ETE.
- Koordinadora Abertzale Sozialista (KAS), dugogodišnja politička organizacija koja je obuhvaćala većinu organizacija navedenih u ovom članku. KAS Alternatiba bila je politički manifest Baskijskog nacionalnog oslobodilačkog pokreta 1980-ih.